# Ванакюла (Ноароотсі)
Ва́накюла або Ґа́мбюн (ест. Vanaküla, швед. Gambyn) — село в Естонії, у волості Ляене-Ніґула повіту Ляенемаа.

## Населення
У 1944 році в селі мешкало 124 особи.
Чисельність населення на 31 грудня 2011 року становила 7 осіб.

## Географія
Село розташоване на відстані 30 км від Хаапсалу та 17 км на північний схід від Пюрксі.

## Історія
З 1998 року село відновлено як окремий населений пункт. Одночасно для села затверджена друга офіційна назва шведською мовою — Gambyn.
До 21 жовтня 2017 року село входило до складу волості Ноароотсі.